# 宋敏求
宋敏求（1019年—1079年），字次道，赵州（今河北赵县）人，北宋文学家、史地学家。举进士，官至史馆修撰，龙图阁直学士。

## 生平
家世顯宦，其父宋綬“繼世掌史”。藏書三萬卷，性慷慨，劉恕遠道向他借書，敏求還款待酒飯。歐陽修稱其“文學該贍，多識故事”，詩贊“藏書萬卷覆強記，故事累朝能口傳。”敏求住春明坊，士大夫為借書方便，多居於此。
寶元二年（1039年）賜進士，历任馆阁校勘，後因忤王安石變法外遷，知亳州（今安徽亳縣）。為三司判官時，王安石編《唐百家詩選》時，是依據宋敏求“家藏唐詩百徐編”，“擇其精者”而成。治平（1064～1067年）中，召仁宗实录检讨官、同修起居注、知制诰、判太常寺、龙图阁直学士，主修史书等职。私撰唐武宗至唐哀帝六朝實錄一百四十八卷，編集《唐大诏令集》一百三十卷，預修《新唐書》，另著有《春明退朝录》、《長安志》二十卷。另撰有《河南志》二十卷、《东京记》三卷等，均佚。